# Crematogaster inconspicua
Crematogaster inconspicua är en myrart som beskrevs av Mayr 1896. Crematogaster inconspicua ingår i släktet Crematogaster och familjen myror. Inga underarter finns listade i Catalogue of Life.